# هنری مارگنائو
هنری مارگنائو (آلمانی: Henry Margenau؛ زاده ۳۰ آوریل ۱۹۰۱ - درگذشته ۸ فوریهٔ ۱۹۹۷) یک فیزیکدان و فیلسوف علم اهل ایالات متحده آمریکا بود.